# Ima, ai ni yukimasu
Ima, ai ni yukimasu (いま、会いにゆきます?), noto anche con il titolo internazionale Be with You, è un film del 2004 diretto da Nobuhiro Doi.
Film sceneggiato da Yoshikazu Okada e basato sull'omonimo romanzo di Takuji Ichikawa. Nel 2018 la pellicola, di produzione giapponese, ha avuto un rifacimento sudcoreano, intitolato Jigeum mannareo gamnida.

## Trama
La giovane Mio muore avendo dinnanzi a sé tutta la vita davanti, lasciando il marito Takumi e il figlioletto di sei anni, Yuji. Prima di morire, la donna fa all'amato una promessa apparentemente impossibile da mantenere: un anno dopo, durante la stagione delle piogge, sarebbe ritornata da lui. Mio si ripresenta davvero dinnanzi a Takumi e Yuji, ma senza alcuna memoria della sua precedente vita; l'uomo cerca così di scoprire il mistero relativo al ritorno della moglie, sapendo che alla fine della stagione delle piogge avrebbe dovuto dirle addio per sempre.

## Distribuzione
In Giappone la pellicola ha goduto di una distribuzione nazionale a cura della Toho, a partire dal 30 ottobre 2004.